# Alto Molócue
Alto Molócue (oficialmente em  Moçambique Alto Molócuè) é uma vila moçambicana, sede do distrito homónimo, na província da Zambézia. A vila deve o seu nome ao principal rio que a atravessa, o rio Molócue, o qual divide a vila entre a zona administrativa e a zona comercial.

## História
A povoação foi elevada a vila em 1 de Junho de 1964, e a município em 2008.
Assim, o novo município passou a ser governado por um Presidente do Conselho Municipal eleito. Já se realizaram quatro eleições autárquicas no município tendo sido eleitos:
| Tomada de posse | Presidente do Conselho Municipal | Partido |
| --------------- | -------------------------------- | ------- |
| 2008            | Sertório Fernando                | Frelimo |
| 2014            | Sertório Fernando                | Frelimo |
| 2019            | Miguel Muananvuca                | Frelimo |
| 2024            | Otílio Nunequele                 | Renamo  |

O município tem uma área de 84km2 e uma população de 51 830 habitantes em 2017,
, o que representa um aumento de 22,8% em relação aos 42 200 habitantes registados em 2007.
Administrativamente, a vila encontra-se dividida nos seguintes bairros e povoados: 1° de Maio, 25 de Junho, Barragem, Central, CFM, Mucaca, Mulutxasse, Mumahe, Pedreira, Pista Nova, Povoado Intepe, Povoado Macutxaia, Povoado Macutxine, Povoado Minie e Povoado Murrapue.

## Infreastruturas
A nível educacional, a vila possui uma rede de 23 escolas primárias, duas escolas secundárias e uma instituição de nível médio (Instituto de Formação de Professores). Quanto à saúde, existe um hospital distrital, um centro de saúde e um posto de saúde, bem como infraestruturas básicas de comércio e recreio.

## Transporte
O Alto Molocue è atravessado pela N1, a principal rodovia moçambicana que o liga a nordeste a Nampula (distante 219km) e a sul a Mocuba e Quelimane (à distância de 325km). A outra via importante é a N326, que liga ao Corredor de Nacala, particularmente às vilas de Ribaué e Malema.